# Classe Shmel
Le unità appartenenti alla classe Shmel (progetto 1204 secondo la classificazione russa) sono dei pattugliatori fluviali costruiti tra il 1967 ed il 1974. In Russia sono considerate AKA.

## Tecnica
Dal punto di vista concettuale, si tratta di battelli simili ai pattugliatori fluviali che americani e francesi utilizzarono in Vietnam.
L'armamento è piuttosto pesante. L'installazione per il cannone, con la torretta, è la stessa del carro armato PT-76, ampiamente utilizzato dalle forze armate sovietiche. Sul cannone è sistemata una mitragliatrice coassiale. Le altre quattro invece sono brandeggiabili, e disposte per lo scafo. In generale, comunque, vi possono essere delle differenze tra le dotazioni e l'armamento.
Le Shmel sono anche fornite di una protezione NBC.
Il dislocamento è di 71 tonnellate, e il pescaggio di 1 metro. La velocità raggiunge i 24 nodi grazie ai due motori diesel in grado di sviluppare una potenza unitaria di 1200 hp.

## Servizio
Complessivamente, ne sono stati costruiti 118 esemplari, ampiamente utilizzati dall'Unione Sovietica per il pattugliamento, non solo dei confini, ma anche delle vie d'acqua interne. 1975 numero imprecisato di esemplari trasferiti in Lao People's Navy. Nel 1984-1985, quattro esemplari sono stati trasferiti alla Cambogia.